# بو گلوور
بو گلوور (انگلیسی: Bev Glover; ۲۵ مارس ۱۹۲۶ – ۲۰۰۰) بازیکن فوتبال اهل بریتانیا بود.